# Шенке, Тобиас
Тобиас Шенке (нем. Tobias Schenke) — немецкий актёр и певец.

## Фильмография
| Год  |   | Русское название               | Оригинальное название             | Роль                                       |
| ---- | - | ------------------------------ | --------------------------------- | ------------------------------------------ |
| 1997 | ф | Достучаться до небес           | Knockin’ on Heaven’s Door         | парень на скейте / junge                   |
| 2000 | ф | Муравьи в штанах               | Harte Jungs                       | Флориан "Фло" Томас / Florian "Flo" Thomas |
| 2002 | ф | Всю жизнь в коротких штанишках | Ein Leben lang kurze Hosen tragen | Юрген / Jürgen                             |
| 2002 | ф | Новые муравьи в штанах         | Knallharte Jungs                  | Флориан "Фло" Томас / Florian "Flo" Thomas |
| 2002 | ф | Позавтракаем?                  | Frühstück?                        | Тилль / Till                               |
| 2004 | ф | Клейнруппин навсегда           | Kleinruppin forever               | Тим Винтер/Ронни Панцер                    |
| 2009 | ф | Морской волк                   | Der Seewolf                       | Лич                                        |
| 2015 | ф | Картофельный салат             | Kartoffelsalat – Nicht fragen!    |                                            |

## Дискография
- 2003: Niemand hat gesagt (совместно с Adel Tawil)
- 2010: Helden

## Награды и номинации
В 2002 году на кинопремии «Deutscher Comedypreis» актёрский состав фильма Новые муравьи в штанах выиграл в номинации «Лучшая кинокомедия».